# Li Minhua

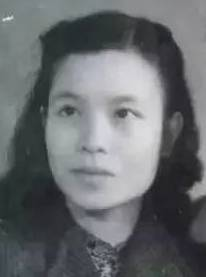
Li Minhua (um 1943)

 Minghua Lee (chinesisch 李敏華 / 李敏华, Pinyin Lǐ Mǐnhuá, * 2. November 1917 im Kreis Wu, Provinz Jiangsu, China; † 19. Januar 2013 in Peking) war eine chinesische Physikerin, Luft- und Raumfahrtingenieurin und Hochschullehrerin.
Sie war die erste Frau, die in Maschinenbau am Massachusetts Institute of Technology (MIT) promovierte  und war eine der Gründungswissenschaftlerinnen des Instituts für Mechanik der Chinesischen Akademie der Wissenschaften.

## Leben und Werk
Li absolvierte das Wuben-Mädchengymnasium (务本女中, heute das 2. Städtische Gymnasium) in Shanghai und begann 1935 ihr Studium an der Tsinghua-Universität. Nach Ausbruch des Zweiten Chinesisch-Japanischen Krieges 1937 wurde die Tsinghua-Universität mit der Universität Peking und der Nankai-Universität zusammengeschlossen und nach Kunming in die Provinz Yunnan verlegt, wo die drei Universitäten die  „Vereinigte Südwest-Universität“ bildeten. Li entschied sich für ein Studium der Luftfahrttechnik, um zur Landesverteidigung Chinas beizutragen. 1940 gehörte sie zu den ersten Studenten, die ihren Abschluss an der Fakultät für Luftfahrttechnik machten. Anschließend wurde sie von der Fakultät für Luftfahrttechnik als Hochschulassistentin übernommen. 1943 heiratete sie den Physiker Wu Zhonghua.

## Studium und Forschung in den USA
1944 zogen Li und ihr Ehemann in die Vereinigten Staaten, um am Massachusetts Institute of Technology zu studieren. Li studierte Maschinenbau und bekam während ihres Studiums zwei Söhne. 1945 erwarb sie am MIT ihren Master-Abschluss und promovierte dort 1948.
Nach ihrem Abschluss am MIT arbeiteten sie und ihr Ehemann als Forschungswissenschaftler am Lewis Flight Propulsion Laboratory des National Advisory Committee for Aeronautics (NACA), dem Vorgänger der NASA. Li veröffentlichte mehrere NACA-Berichte und wurde in die Sigma Xi Ehrengesellschaft gewählt. 
Mit Ausbruch des Koreakrieges begannen die Beziehungen zwischen den USA und der neu gegründeten Volksrepublik China sich deutlich zu verschlechtern, und Li und ihr Ehemann entschieden, dass sie nicht mehr für das US-Militär arbeiten konnten. Sie verließen die NACA und wurden 1951 Professoren am Polytechnic Institute of Brooklyn.  1954 beschlossen beide, nach China zurückzukehren. Um dem Verdacht der US-Regierung zu entgehen, flog die Familie im August angeblich für einen Urlaub nach Großbritannien. Von dort reisten sie über die Schweiz und Österreich in die Tschechoslowakei, um schließlich Ende des Jahres über die Sowjetunion nach Peking zu gelangen.

## Forschung in China
In China wurden sie und ihr Ehemann von dem Premierminister der Volksrepublik China Zhou Enlai empfangen. Li arbeitete zunächst im Labor für Mechanik des Instituts für Mathematik der Chinesischen Akademie der Wissenschaften, dann in dem 1956 von Qian Xuesen und Qian Weichang daraus gebildeten  Institut für Mechanik. Dort leitete sie die Forschungsgruppe für die Mechanik der plastischen Körper. 1958 wurde sie zur Leiterin des Instituts für die Mechanik fester Körper an der neu gegründeten Universität für Wissenschaft und Technik ernannt. Bereits 1958 war sie Mitglied der „Gruppe 581“ und arbeitete dort an den Plänen für die Trägerrakete eines damals geplanten Satelliten mit. Das Satellitenprojekt wurde im Januar 1959 zunächst eingestellt, das Institut für Mechanik befasste sich jedoch weiterhin mit Raumfahrt. 1965 schlug Qian Xuesen im Rahmen seines Drei-Satelliten-Plans einen zur Erde zurückkehrenden Aufklärungssatelliten vor. Im weiteren Verlauf wurde Li Minhua dann mit der Entwicklung des ablativen Hitzeschilds für die später als Fanhui Shi Weixing bekanntgewordenen Satelliten beauftragt.
1980 wurde sie in den Vorstand der Chinesischen Akademie der Wissenschaften gewählt. Ab 1982 organisierte sie eine alle zwei Jahre stattfindende nationale Konferenz zum Thema Materialermüdung.
Li starb 2013 im Alter von 95 Jahren.

## Auszeichnungen
- 1956: Staatspreis für Naturwissenschaften (dritte Klasse)
- 1978: Major Achievement Award des CAS
- 1980: Mitglied der Chinesischen Akademie der Wissenschaften[7]